# John Fortescue (Jurist)

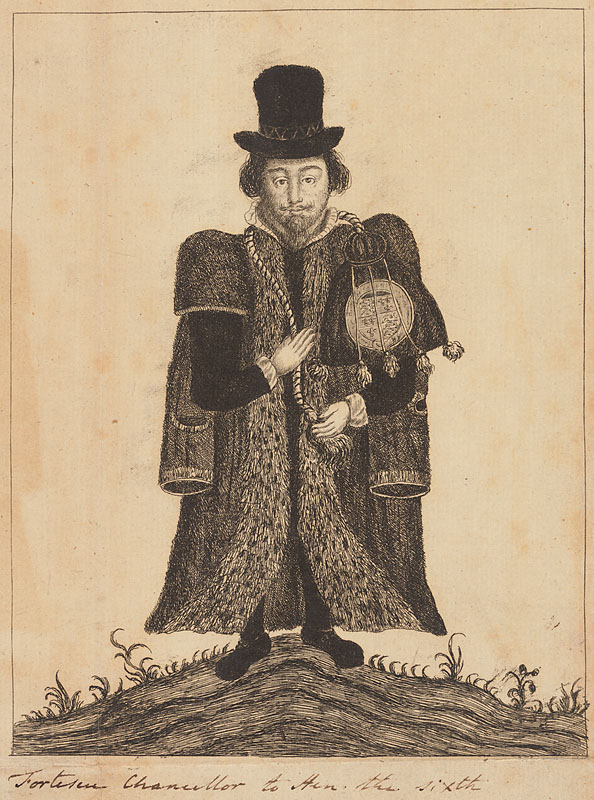
John Fortescue, anachronistische Darstellung aus dem 17. Jahrhundert

Sir John Fortescue (* um 1395 in Norris, Devonshire; † um 1477) war ein englischer politischer Schriftsteller in der Renaissance.

## Leben
Fortescue entstammte der Gentry von Devonshire. Er durchlief eine juristische Ausbildung und wurde spätestens 1420 an der Anwaltskammer Lincoln’s Inn als Barrister zugelassen. Von 1424 bis 1426 und von 1428 bis 1430 amtierte er als Gouverneur von Lincoln’s Inn. Unter Heinrich VI. wurde er 1430 zum Serjeant-at-Law, 1441 zum King’s Serjeant und im Januar 1442 zum obersten Richter des königlichen Gerichtshofs (Lord Chief Justice, King’s Bench) ernannt. 1443 wurde er als Knight Bachelor („Sir“) geadelt. Als König Eduard IV. 1461 den Thron bestieg, musste Fortescue erst nach Schottland und 1463 weiter nach Frankreich fliehen. In Abwesenheit wurde er im Dezember 1461 wegen Hochverrats geächtet. Im Februar 1475 erwirkte er, dass die Ächtung widerrufen wurde und er nach England zurückkehren konnte. Als herausragender Rechtsgelehrter und Verfasser des bedeutenden juristischen Werkes De laudibus legum Angliae ist er einer der Gründervater der britischen Verfassung. Fortescue befürwortete die Stärkung des Unterhauses (House of Commons) als Gegenpol zum Oberhaus (House of Lords).
Fortescue war mindestens zweimal verheiratet, spätestens 1423 mit Elizabeth Brytte und spätestens 1436 mit Isabella Jamyss.
Er starb um 1477 und wurde in der St. Eadburgha’s Church in Ebrington, Gloucestershire, bestattet.

## Werke (Auswahl)
- Opusculum de natura legis naturæ et de ejus censura in successione regnorum suprema. (A Small Work on the Nature of the Law of Nature, and on its Judgment on the Succession to Supreme Office in Kingdoms) 1461–1463.
- De titulo Edwardi comitis Marchiæ. (On the Title of Edward, Earl of March) 1461–1463.
- Defensio juris domus Lancastriæ. (Defence of the Rights of the House of Lancaster) 1461–1463.
- De laudibus legum Angliae (On the Laws and Governance of England) 1468–1471.